# Leucospermum
Leucospermum là một chi thực vật có hoa thuộc họ Quắn hoa (Proteaceae). Chi này có khoảng 50 loài bản địa Zimbabwe và Nam Phi, nơi chúng chiếm lĩnh một loạt các môi trường sống, bao gồm các mảng cây bụi, rừng và sườn núi.
Chúng là những cây bụi thường xanh (hiếm khi là cây gỗ nhỏ) cao từ 0,5–5 m. Các lá đơn, từ thẳng tới hình mác, dài 2–12 cm, rộng 0,5–3 cm, có khía răng cưa hay chỉ có khía răng cưa ở đỉnh, được sắp xếp xoắn, dai và bóng như da. Các hoa mọc thành cụm với một lượng lớn vòi nhụy dễ thấy.
Chi này có quan hệ họ hàng gần về mặt tiến hóa và bề ngoài với chi Banksia ở Úc.

## Các loài
Chi này gồm có các loài sau:
- Leucospermum album Bond
- Leucospermum arenarium
- Leucospermum attenuatum R.Br.
- Leucospermum bolusii E.Phillips
- Leucospermum calligerum
- Leucospermum catherinae Compton
- Leucospermum conocarpodendron (L.) H.St.John
- Leucospermum conocarpum R.Br.
- Leucospermum cordatum – Heart-
- Leucospermum cordifolium (Salisb. ex Knight) Fourc.
- Leucospermum cuneiforme (Burm.) Rourke
- Leucospermum erubescens
- Leucospermum formosum
- Leucospermum gerrardii
- Leucospermum glabrum
- Leucospermum gracile
- Leucospermum grandiflorum R.Br.
- Leucospermum gueinzii
- Leucospermum harmatum
- Leucospermum harpagonatum
- Leucospermum heterophyllum
- Leucospermum hypophyllocarpodendron (L.) Druce
- Leucospermum innovans
- Leucospermum lineare R.Br.
- Leucospermum muirii
- Leucospermum mundii
- Leucospermum oleifolium
- Leucospermum parile
- Leucospermum patersonii
- Leucospermum pendunculatum
- Leucospermum pluridens
- Leucospermum praecox
- Leucospermum praemorsum
- Leucospermum profugum
- Leucospermum prostratum
- Leucospermum reflexum H.Buek ex Meisn.
- Leucospermum rodolentum
- Leucospermum royenifolium
- Leucospermum saxatile
- Leucospermum saxosum
- Leucospermum secundifolium
- Leucospermum spathulatum
- Leucospermum tomentosus
- Leucospermum tottum R.Br.
- Leucospermum truncatulum
- Leucospermum truncatum H.Buek ex Meisn.
- Leucospermum utriculosum
- Leucospermum vestitum (Lam.) Rourke
- Leucospermum winterii
- Leucospermum wittebergense

## Hình ảnh

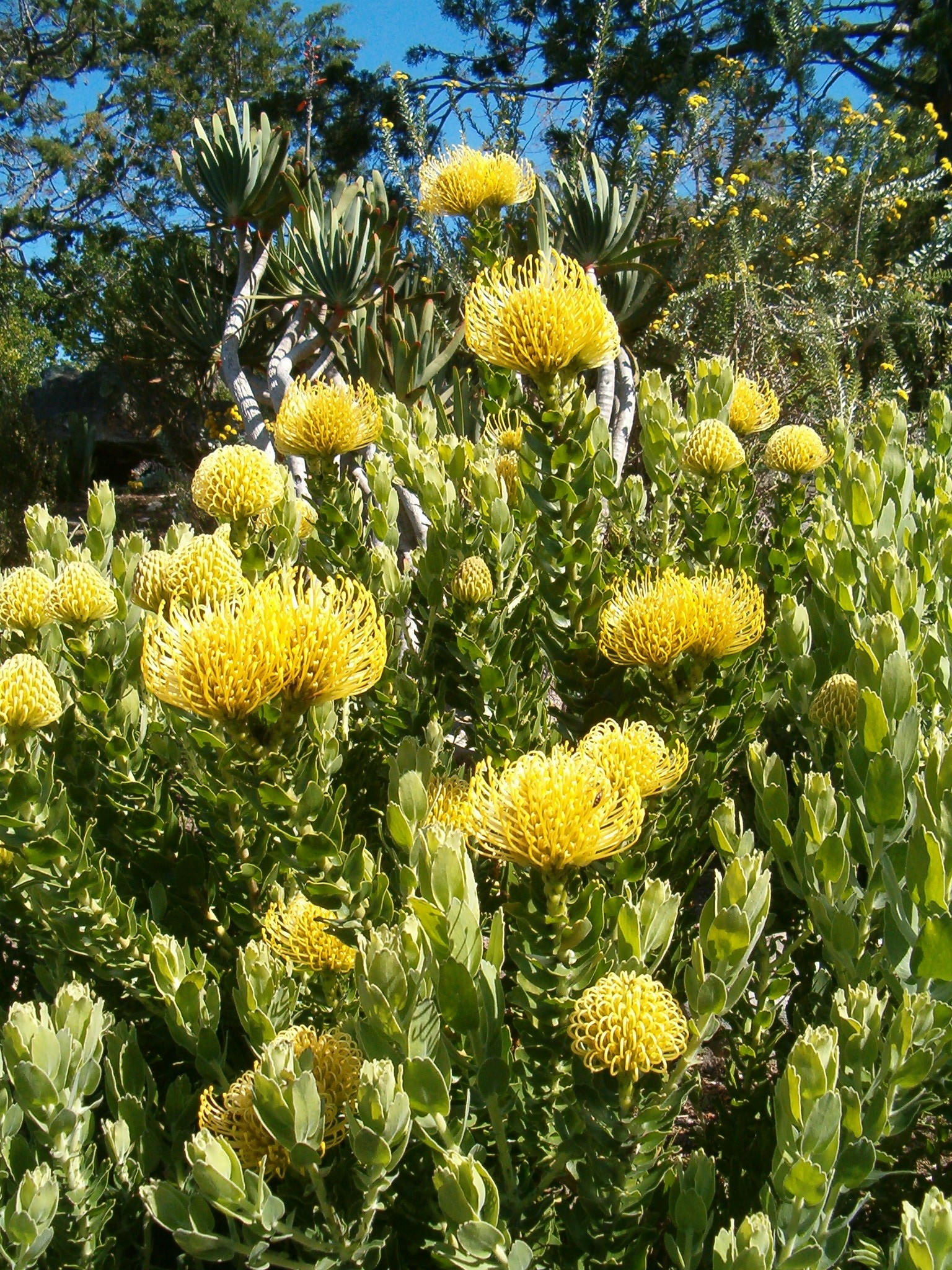
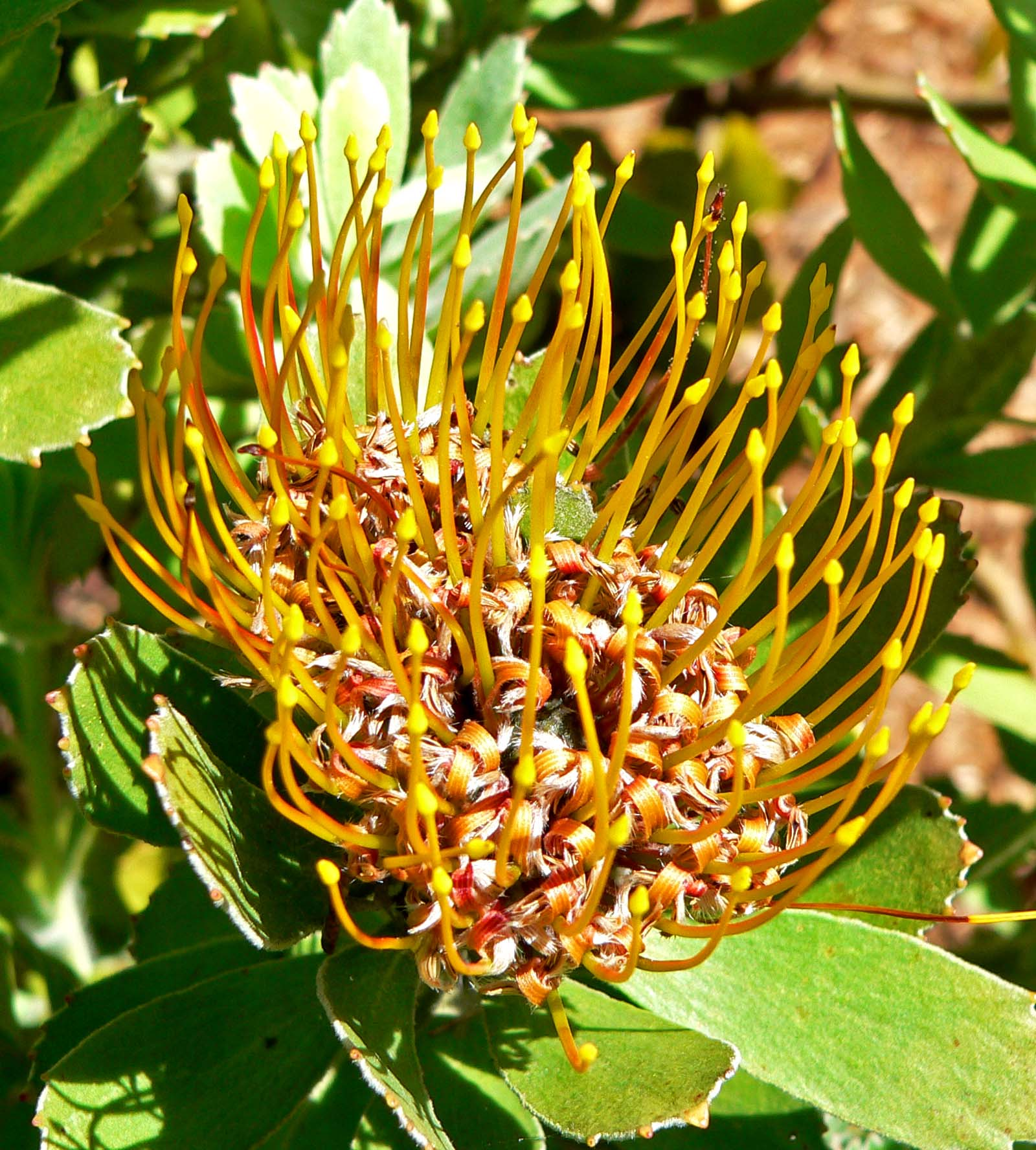
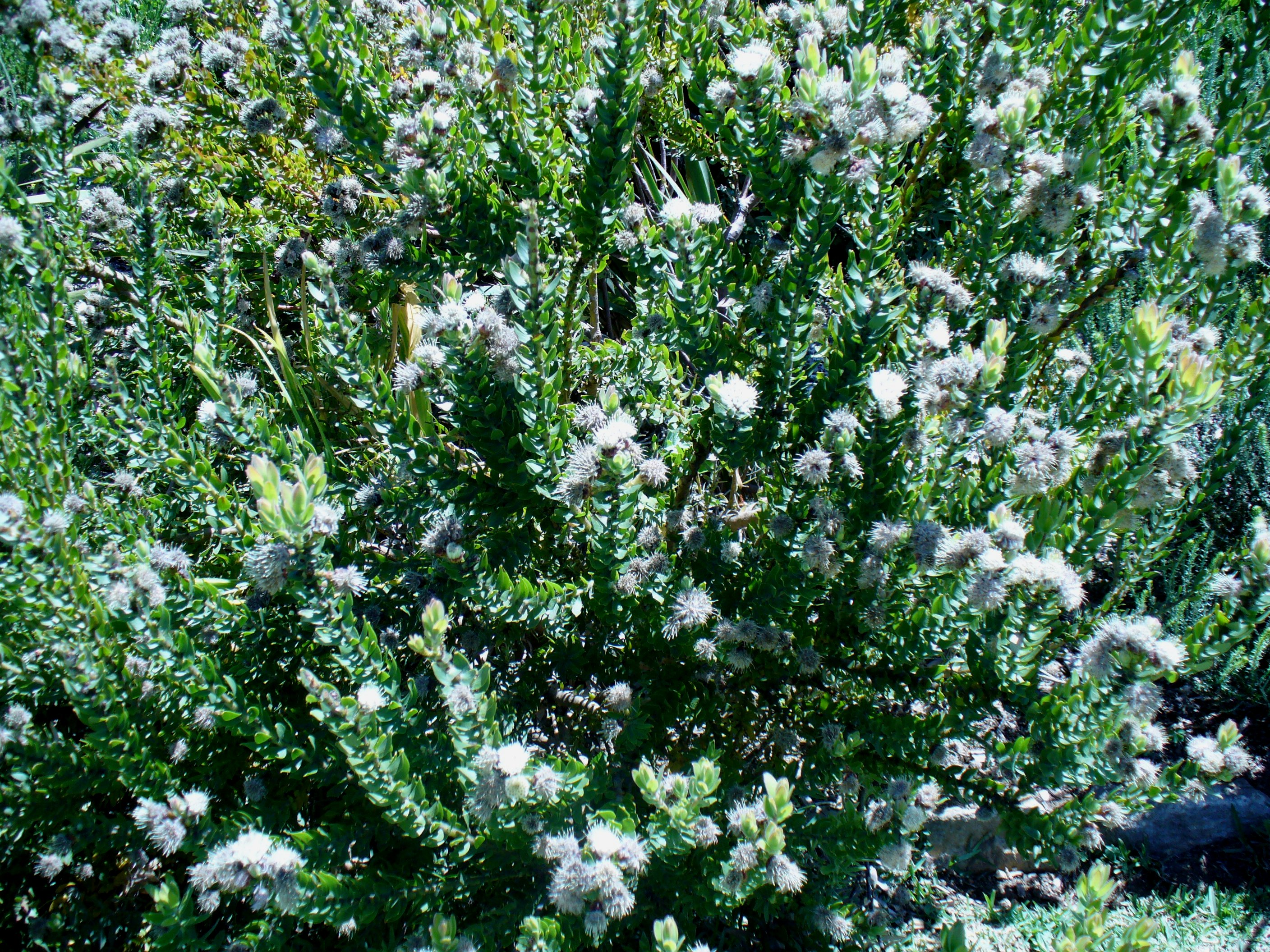
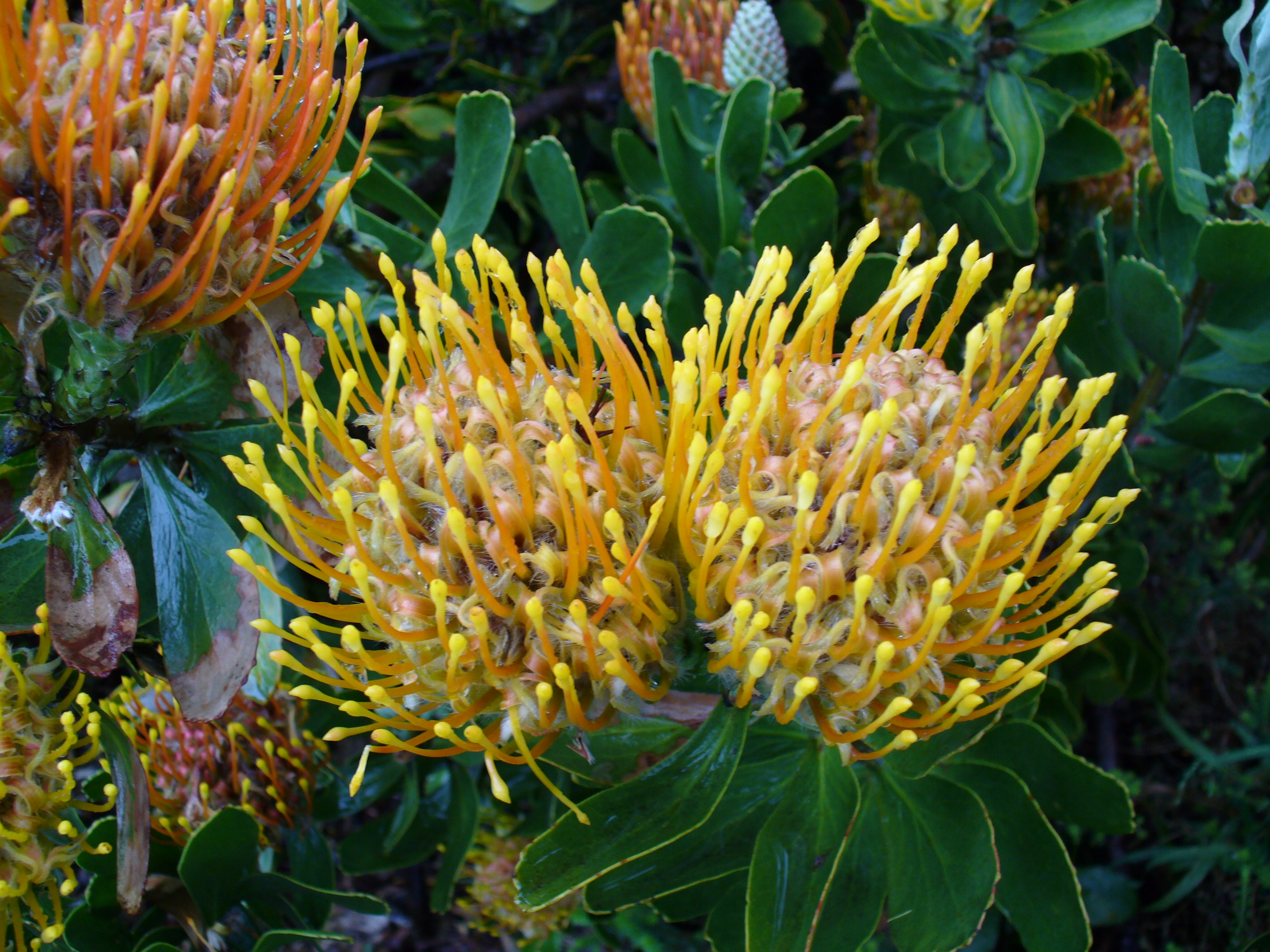